# Leonard Mann
Leonard Mann, właściwie Leonardo Manzella (ur. 1 marca 1947 w Albion) – amerykański aktor i reżyser pochodzenia włoskiego. W latach 1969–1989 zagrał liczne główne role, w szczególności w spaghetti westernach i „poliziotteschi”. 
Został odkryty przez włoskiego producenta filmowego Manolo Bolognini jak szedł ulicą Via Veneto. Bolognini przypominał mu z twarzy Franco Nero i Terence'a Hilla, natychmiast umieścił go na ekranie, rozpoczynając jego karierę od wiodącej roli Sebastiana w westernie Zapomniany Pistolero (Il pistolero dell'Ave Maria). 
W 1983 przeniósł się do Stanów Zjednoczonych, gdzie rozpoczął pracę jako trener psychodramy u psychoterapeuty psychologa-kryminologa Lewisa Yablonsky'ego, z którym w 1984 prowadził fundację w Watykanie. W 1989 ukończył University of Southern California i podjął pracę jako psychoterapeuta.

## Filmografia
- 1969: Giovinezza giovinezza jako Efrem
- 1969: Il pistolero dell'Ave Maria jako Sebastian Carrasco
- 1970: Ciakmull - L'uomo della vendetta jako Chuck Moll
- 1971: La vendetta è un piatto che si serve freddo jako Jim Bridger
- 1974: Amore amaro jako Antonio Olivieri
- 1974: Il corpo jako Alan
- 1975: Lo sgarbo jako Vito
- 1976: La polizia interviene: ordine di uccidere jako kapitan Mario Murri
- 1977: Napoli spara! jako Komisarz Belli
- 1977: Mogliamante jako dr Dario Favella
- 1977: La malavita attacca... la polizia risponde! jako Komisarz Baldi
- 1977: Passi di morte perduti nel buio jako Luciano Morelli
- 1978: Zbrodnia doskonała (Indagine su un delitto perfetto) jako Paul De Revere
- 1979: L'umanoide jako Nick
- 1979: Aniołki Charliego (Charlie's Angels)[7] - odc. Książę i aniołek (The Prince and the Angel) jako Eric Railman
- 1980: Swann Song (TV) jako Pietro Durni
- 1981: Oczy pełne strachu (Night School) jako Porucznik Judd Austin
- 1983: Zły policjant (Copkiller/I'assassino dei poliziotti) jako Bob Carvo
- 1983: Rita Hayworth: The Love Goddess (TV) jako kontraktowy gracz
- 1984: Twoja niewierna (Unfaithfully Yours)[8] jako Kochanek z ekranu
- 1985: Inferno in diretta jako Mark Ludman
- 1986: Domani jako Tony
- 1986: Il mostro di Firenze jako Andreas Ackerman
- 1986: Kwiaty na poddaszu (Flowers in the Attic) jako Bart Winslow
- 1989: Cicha noc, śmierci noc III: Przygotuj się na najgorsze jako psychiatra Laury
- 1989: L'ultima emozione jako George Valli